# Ebebiyín
Ebebiyín város Egyenlítői-Guineában Kié-Ntem tartományban. Határos északon Kamerunnal, keleten pedig Gabonnal. 2012-ben 36 565 lakosa, elővárosokkal pedig 61 000 lakosa volt. Ez az egyik olyan város, ahol rendeztek labdarúgó mérkőzést a 2015-ös afrikai nemzetek kupája során. Valamint itt található a Nuevo Estadio de Ebebiyín (Új Stadion Ebebiyínben) nevű stadion is.
Itt található a Hotel Immaculata, továbbá néhány kisebb felszereltségű egyéb szálloda is.
Bata település felé minibuszok közlekednek. 
A település közelében vízesés, tó, barlang látható és néhány gyarmati épület romjai. Ezek látogatásához rendőrségi engedély szükséges.